# فرودگاه اروگراند
فرودگاه اروگراند (به انگلیسی: Orogrande Airport) یک فرودگاه همگانی بهره‌برداری هوایی است که یک باند فرود چمن و خاک دارد و طول باند آن ۸۵۳ متر است. این فرودگاه در کشور ایالات متحده آمریکا قرار دارد و در ارتفاع ۱۳۴۳ متری از سطح دریا واقع شده است.